# N-Methyl-N-nitroso-1-butanamin
N-Methyl-N-nitroso-1-butanamin ist eine organische Verbindung aus der Gruppe der Nitrosamine.

## Herstellung
N-Methyl-N-nitroso-1-butanamin kann durch Nitrosierung von N-Methylbutylamin mit Natriumnitrit in Essigsäure hergestellt werden.

## Metabolismus und Toxikologie
Im Vergleich mit den höheren Homologen N-Methyl-N-nitroso-1-hexanamin und N-Methyl-N-nitroso-1-heptanamin ist N-Methyl-N-nitroso-1-butanamin deutlich toxischer und verursachte im Versuch erhebliche Schädigungen der Lunge bis hin zu Lungenentzündungen und Tod. In geringeren Dosen verursacht es Krebs, insbesondere Speiseröhrenkrebs, daneben kann es auch Leberkrebs verursachen. In Ratten wird die Verbindung durch Cytochrom-P450-Enzyme an Kohlenstoffatomen hydroxyliert. Reaktionsprodukte, bei denen die Hydroxygruppe α zur Nitrosamin-Gruppe steht, können unter Abspaltung eines Aldehyds ein monosubstituiertes Nitrosamin bilden. So entstehen entweder Formaldehyd und Butylnitrosamin oder Butanal und Methylnitrosamin. Diese Nitrosamine können wiederum Diazoniumsalze bilden, die DNA alkylieren können.

## Regulierung
Über den Safe Drinking Water and Toxic Enforcement Act of 1986 besteht in Kalifornien seit dem 26. Dezember 2014 eine Kennzeichnungspflicht für Produkte, die N-Methyl-N-nitroso-1-butanamin enthalten.

## Externe Links zu erwähnten Verbindungen
1. ↑  Externe Identifikatoren von bzw. Datenbank-Links zu N-Methylbutylamin:  CAS-Nr.: 110-68-9, EG-Nr.: 203-791-2, ECHA-InfoCard: 100.003.448, GESTIS: 492745, PubChem: 8068, ChemSpider: 7777, Wikidata: Q6036776.
2. ↑  Externe Identifikatoren von bzw. Datenbank-Links zu Butylnitrosamin:  CAS-Nr.: 56375-33-8, PubChem: 41855, ChemSpider: 38191, Wikidata: Q27281854.
3. ↑  Externe Identifikatoren von bzw. Datenbank-Links zu Methylnitrosamin:  CAS-Nr.: 64768-29-2, PubChem: 108081, ChemSpider: 97182, Wikidata: Q27156080.